# 西脇市図書館
西脇市図書館（にしわきしとしょかん、Nishiwiaki City Library）は、兵庫県西脇市にある公共図書館。

## 概要
1984年（昭和59年）、市内の童子山公園に初代本館が開館した。現在の本館は2015年（平成27年）10月に西脇市茜が丘複合施設 Miraie（みらいえ）内で開館した2代目に当たる。脚本家の竹内日出男は西脇市図書館の名誉館長を務めた。
西脇市は2005年（平成17年）に黒田庄町と合併しているが、旧黒田庄町域には当初から町立図書館ないし公民館図書室が無く現在も分館や分室は設置されていない。図書の返却は本館の他に市内6か所の公民館などで受け付けており、黒田庄町にも返却スポットが設けられている。また、隣接する多可町立の多可町図書館でも西脇市図書館の蔵書を返却することが可能である。
現本館へ移転する直前の2015年（平成27年）10月より、山口県の下関市立図書館など一部の公立図書館で導入されている「読書通帳」サービスを希望者に対して実施している。

## 沿革

### 初代本館（童子山公園）
初代の西脇市図書館は1984年（昭和59年）4月、童子山公園内に整備された体育館やホールなど複数の公共施設で構成される生活文化総合センター内の一施設として西脇市郷土資料館と同時に開館した。旧本館の時代には播磨・但馬地域の公立図書館により構成される播但図書館連絡協議会に参加していたが、Miraieへの移転を控えた2013年（平成25年）に退会している。

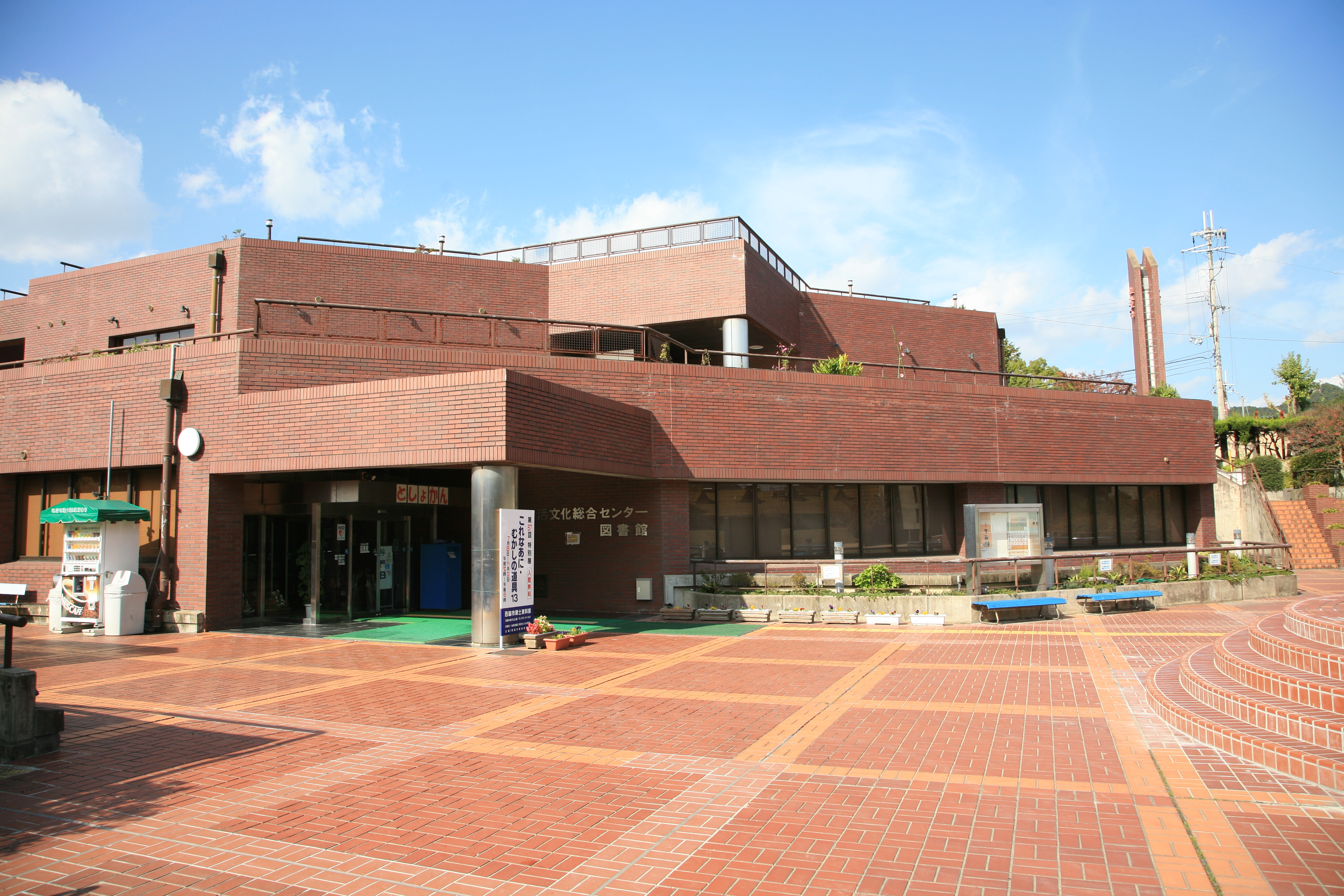
童子山公園の初代本館・郷土資料館（2008年撮影）

### 2代目本館（Miraie）
旧本館は築30年以上が経過し、施設が老朽化していた。新興住宅地の野村町茜が丘の開発事業において、集会所や児童館、男女共同参画センターとの複合施設が建設され、2015年（平成27年）10月18日に西脇市茜が丘複合施設 Miraie（みらいえ）に2代目となる現本館が開館した。

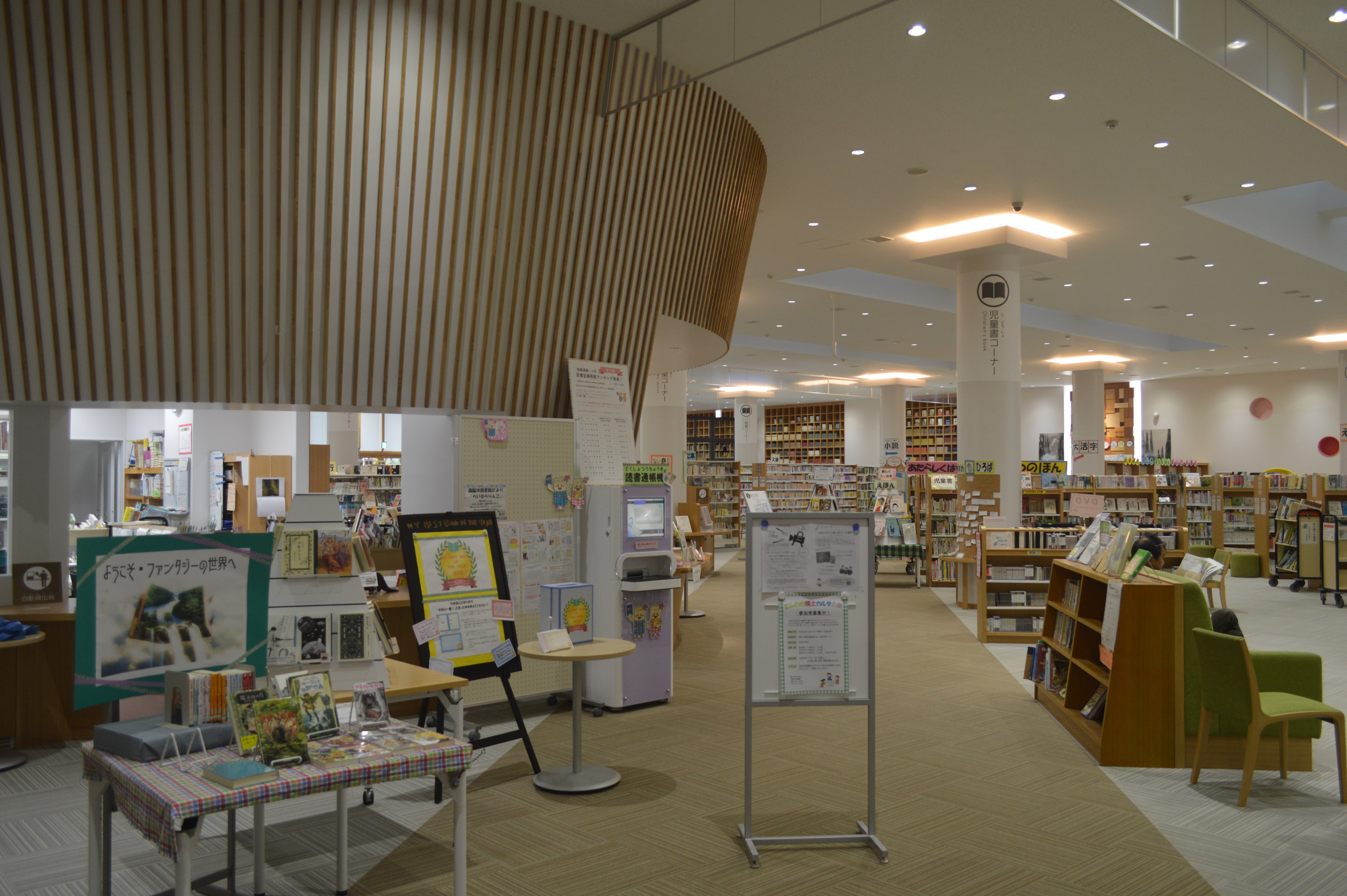
カウンター
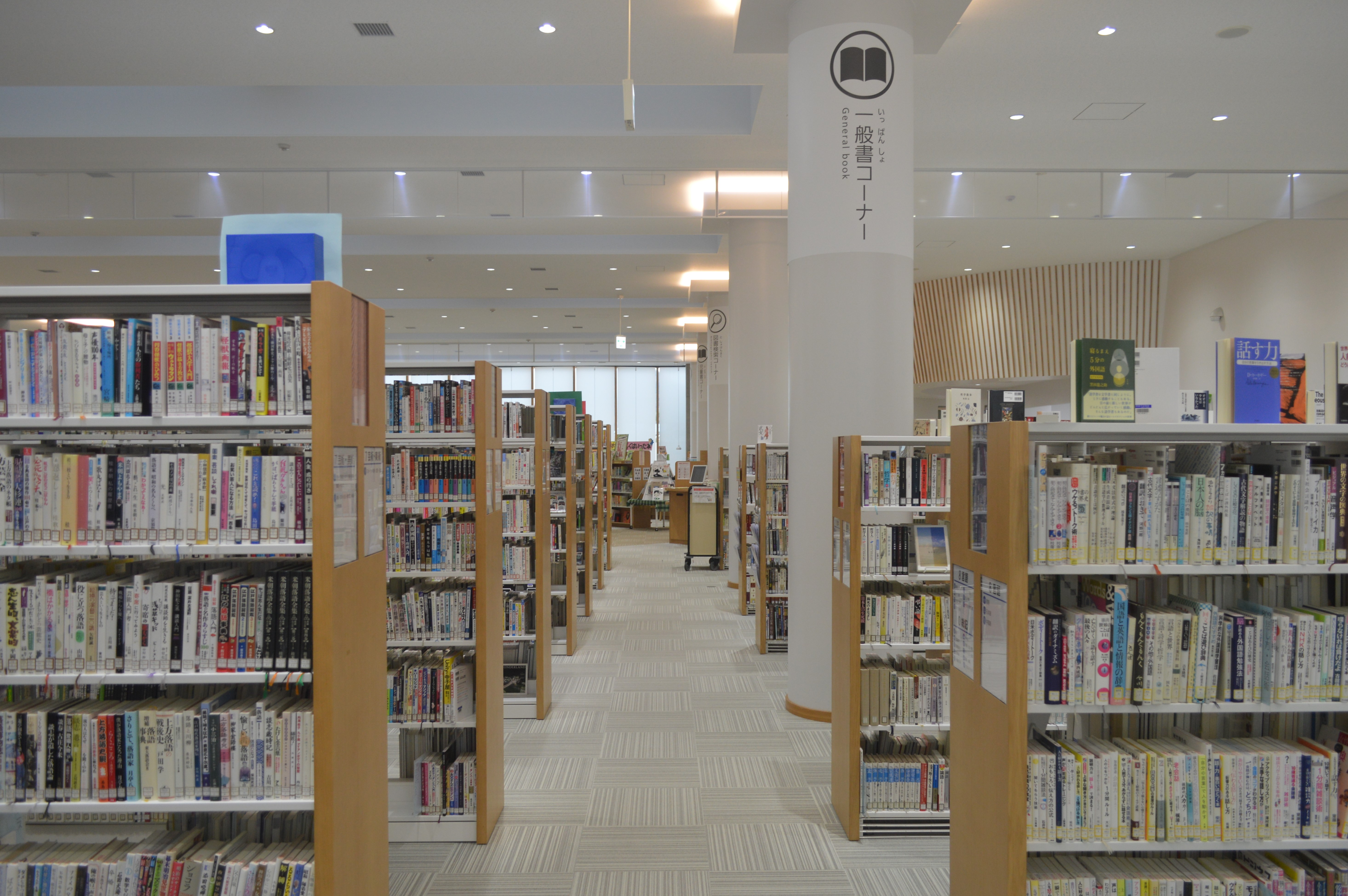
一般書
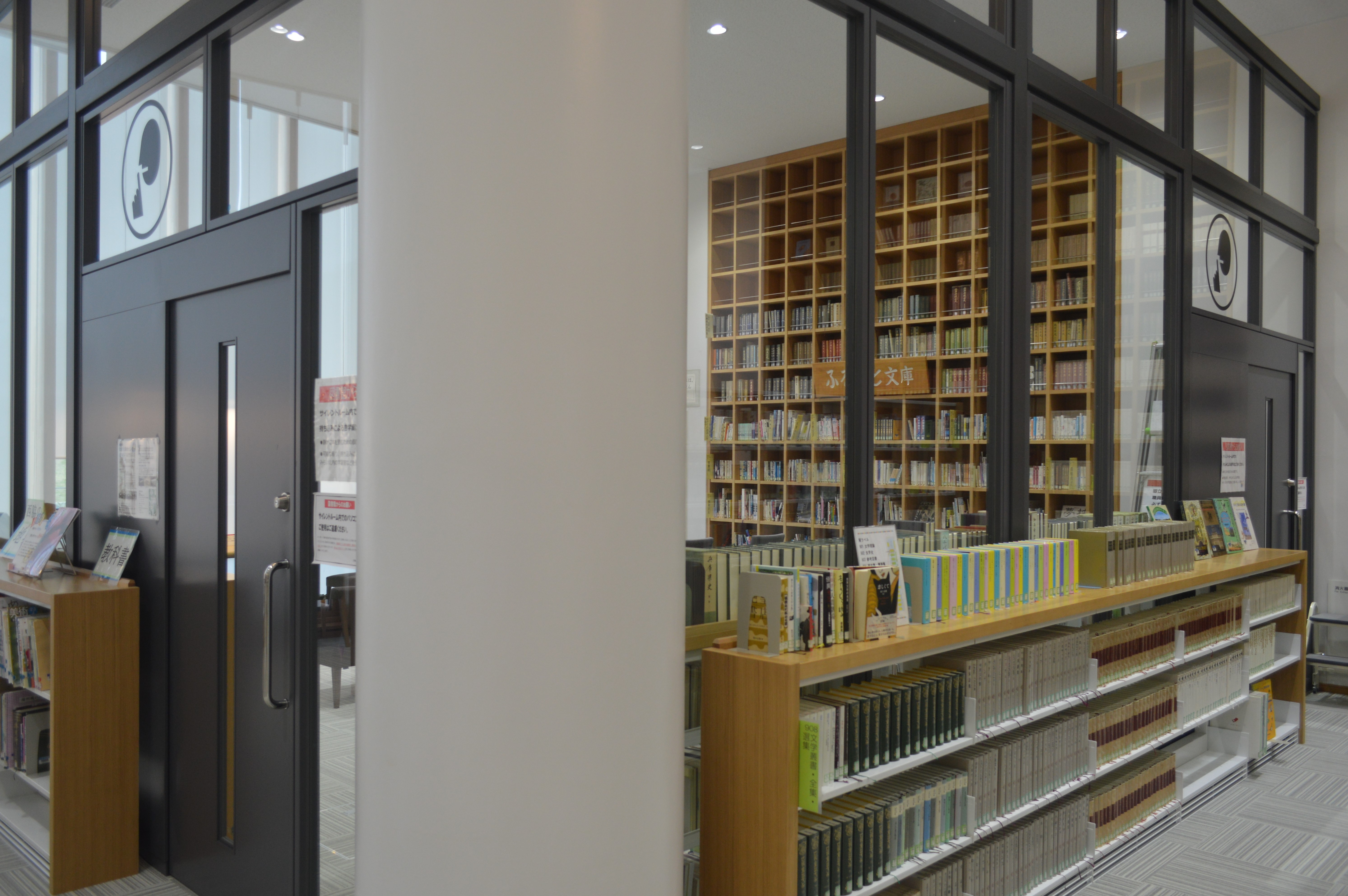
サイレントルーム
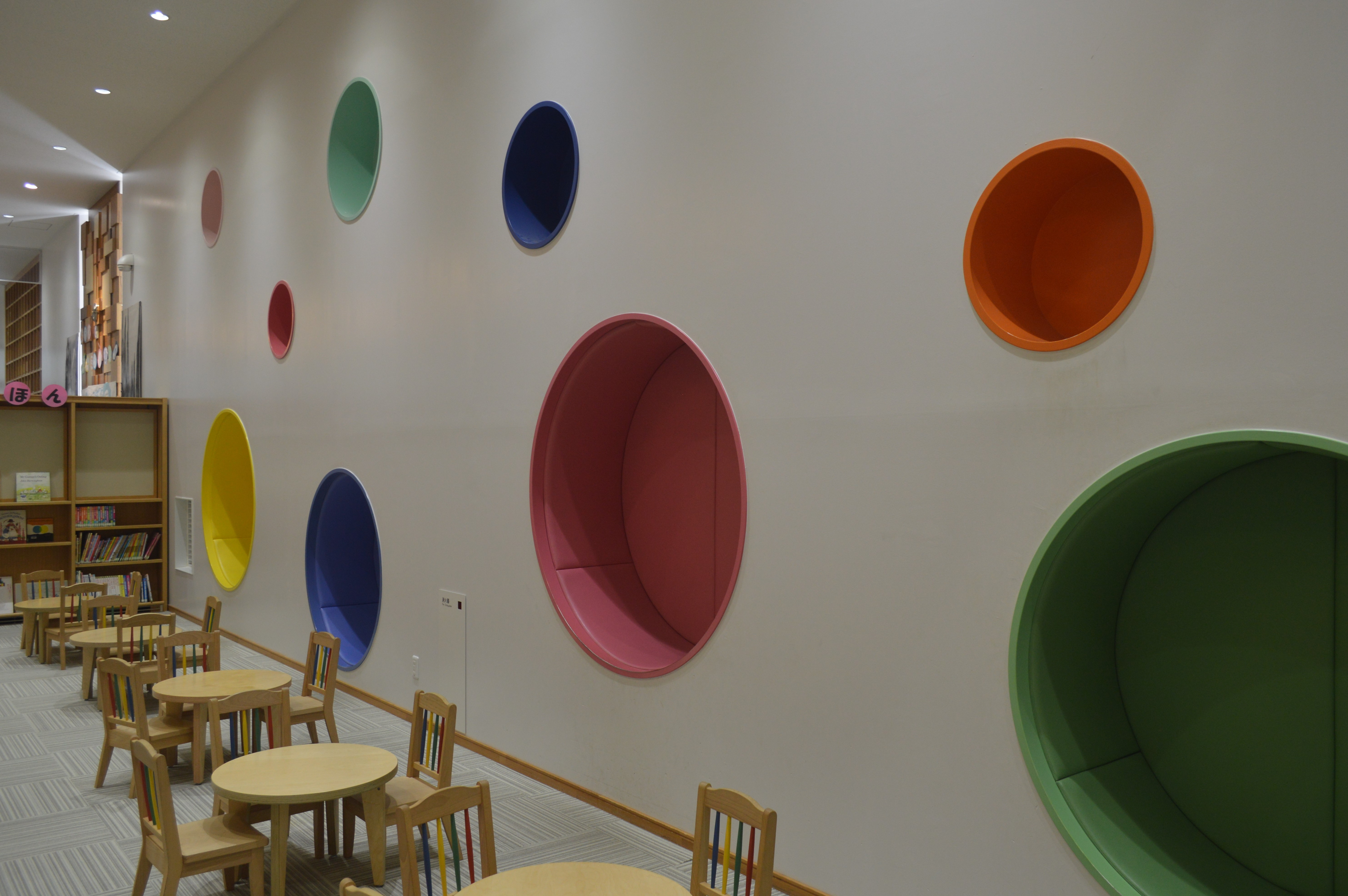
児童書
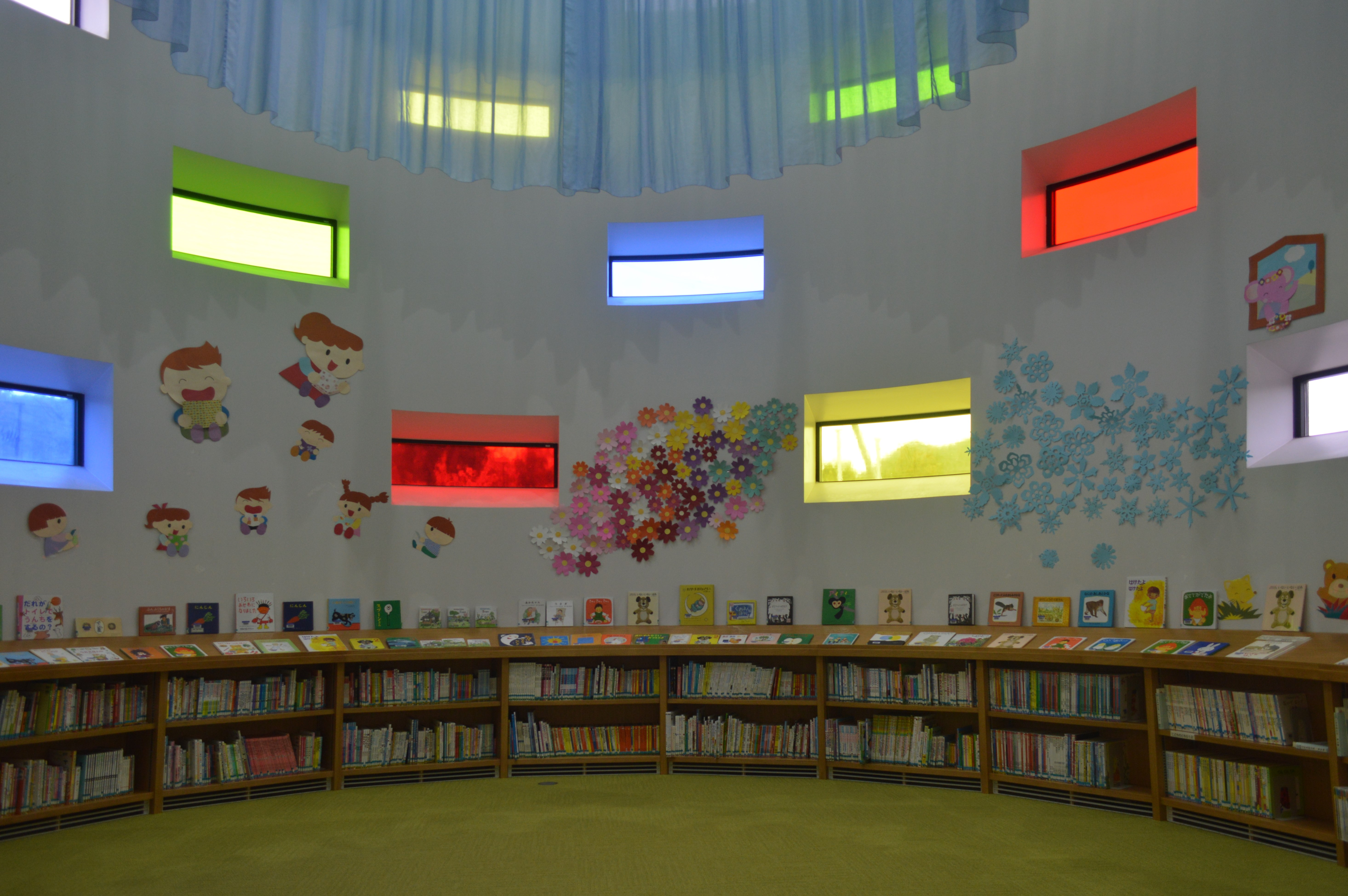
おはなしのへや

## 広域貸出
東播磨地区図書館等連絡協議会（播但図書館連絡協議会とは異なる）参加館による広域貸し出しを行っており、明石市、加古川市、高砂市、三木市、小野市、加西市、加東市、多可郡多可町、加古郡稲美町および播磨町の居住者も西脇市図書館の利用券発行対象に含まれ、蔵書の貸し出しを受けられる。
これとは別に西脇市と隣接する丹波市とも貸し出し協定を締結しており、丹波市立図書館（6館）との間で相互貸し出しを実施している。

## アクセス
- JR西日本加古川線 西脇市駅から西へ徒歩15分。
- 西脇市コミュニティバスを利用する場合は、西脇線（しばざくら号）または畑谷線（おりひめ号）で「みらいえ」バス停下車。